# Salzachpongau
Koordinaten: 47° 21′ N, 13° 12′ O
Als Salzachpongau bezeichnet man jenen Teil des Pongaus, der von der Salzach und ihren Nebenflüssen durchflossen wird.

## Abgrenzung
Durch den Pongau verläuft eine imaginäre Nord-Süd-Linie, die den Salzachpongau vom weiter östlich liegenden Ennspongau trennt.
An der Grenze vom Salzachpongau zum Ennspongau liegt das Fritztal.

## Geschichte
Der Salzach-Pongau wurde im Mittelalter dem Erzstift Salzburg geschenkt und wurde schon im Frühmittelalter durch Maierhöfe besiedelt.

## Rundfunksender
ORS-Rundfunk- und TV-Sender am Luxkogel.